# Microsoft PowerToys
Microsoft PowerToys là bộ tiện ích hệ thống miễn phí được Microsoft phát triển và thiết kế dành cho đối tượng người dùng cấp cao sử dụng trên hệ điều hành Windows. Những chương trình này thêm hoặc thay đổi các tính năng nhằm tối đa hóa năng suất làm việc hoặc bổ sung thêm khả năng tùy chỉnh. PowerToys có sẵn cho Windows 95, Windows XP, Windows 10 và Windows 11. PowerToys dành cho Windows 10 và Windows 11 là phần mềm tự do nguồn mở được cấp phép theo Giấy phép MIT và lưu trữ trên GitHub.

## PowerToys cho Windows 95
PowerToys cho Windows 95 là phiên bản đầu tiên của Microsoft PowerToys và bao gồm 15 công cụ dành cho người dùng cấp cao. Nó đi kèm với Tweak UI, một tiện ích hệ thống nhằm tinh chỉnh các cài đặt ẩn trong Windows. Trong hầu hết các trường hợp, Tweak UI cho phép chỉnh sửa các cài đặt mà thông thường chỉ có thể truy cập bằng cách sửa đổi trực tiếp Windows Registry.

### Thành phần đi kèm
Sau đay là các PowerToys có sẵn cho Windows 95:
- CabView mở các tập tin cabinet giống như thư mục thông thường;
- CDAutoPlay cho phép AutoPlay hoạt động với mọi đĩa CD ngoài audio CD;
- Command Prompt Here cho phép người dùng bắt đầu cửa sổ dấu nhắc lệnh từ bất cứ thư mục nào trong Windows Explorer bằng cách nhấp chuột phải (được hỗ trợ sẵn từ Windows Vista trở đi);
- Contents Menu cho phép người dùng truy cập thư mục và tập tin từ một menu ngữ cảnh mà không cần thư mục chứa chúng;
- Desktop Menu cho phép người dùng mở các mục trên desktop từ một menu trên Thanh tác vụ;
- Explore From Here cho phép người dùng mở Windows Explorer từ bất cứ thư mục nào sao cho thư mục đó đóng vai trò như thư mục gốc;
- FindX bổ sung khả năng kéo và thả cho menu Find (sau này gọi là Search);
- FlexiCD cho phép người dùng phát audio CD từ Thanh tác vụ;
- Quick Res cho phép người dùng nhanh chóng thay đổi độ phân giải màn hình;
- Round Clock thêm một đồng hồ analog tròn lên màn hình;
- Send To X bao gồm các phần mở rộng cho Shell, bổ sung một số nơi thường được truy cập như clipboard, desktop, dòng lệnh hay bất cứ thư mục nào vào menu ngữ cảnh Send To trong Explorer;
- Shortcut Target Menu cho phép người dùng truy cập vào tập tin đích mà một lối tắt đang trỏ tới từ menu ngữ cảnh hoặc trực tiếp cắt, sao chép hay xóa tập tin đích, tạo lối tắt tới tập tin đích hoặc xem thuộc tính của nó;
- Telephony Location Selector cho phép người dùng máy tính di động thay đổi vị trí gọi điện từ Thanh tác vụ;
- TweakUI cho phép người dùng tùy chỉnh các cài đặt ẩn trong giao diện người dùng của hệ điều hành;
- Xmouse 1.2 cho phép người dùng chọn cửa sổ hoạt động theo đường di chuyển của chuột, thay vì phải nhấn trực tiếp vào cửa sổ.

PowerToys cho Windows 95 được phát triển bởi nhóm phát triển Windows Shell. Một số công cụ vẫn hoạt động trên các phiên bản sau này của Windows cho tới tận Windows XP, nhưng các công cụ khác có thể gây xung đột với những tính năng mới có sẵn trong Windows 98, ME, và XP.

### Windows 95 Kernel Toys
Sau thành công của Windows 95 PowerToys, nhóm phát triển hạt nhân Windows đã phát hành thêm một bộ công cụ cho người dùng cấp cao có tên là Windows 95 Kernel Toys.
Có 6 công cụ được bao gồm trong bộ phần mềm này:
- MS-DOS Mode Configuration Wizard Customization Tool cho phép người dùng cấu hình các tập tin khởi động của Windows mà không phải sửa đổi thủ công CONFIG.SYS hay AUTOEXEC.BAT;
- Keyboard Remap chỉnh sửa lại chức năng của các phím trên bàn phím;
- Logo Key Control cấu hình các trò chơi MS-DOS sao cho Windows sẽ phớt lờ phím Windows trong khi đang game đang chạy;
- Conventional Memory Tracker theo dõi và phân tích lượng bộ nhớ đang được cấp phát bởi các trình điều khiển thiết bị ảo;
- Windows Process Watcher (WinTop) giám sát lượng tài nguyên CPU được từng chương trình sử dụng;
- Time Zone Editor cho phép người dùng tạo và sửa các tùy chọn múi giờ trong ứng dụng con Date/Time của Control Panel.

Theo Raymond Chen, ông là người đã viết tất cả các tiện ích Kernel Toys, ngoại trừ Time Zone Editor được lấy từ Windows NT Resource Kit.

## PowerToys cho Windows XP
PowerToys cho Windows XP là phiên bản thứ hai của bộ PowerToys và đem đến những thay đổi lớn từ phiên bản Windows 95. Các công cụ trong bộ phần mềm này được cung cấp theo dạng tải về riêng biệt thay vì được gộp chung vào một gói.

### Thành phần đi kèm
Tính đến tháng 11 năm 2009, các PowerToys sau được cung cấp cho Windows XP:
- Alt-Tab Replacement Task Switcher thay thế trình thay đổi tác vụ Alt-Tab bằng một giao diện khác trực quan hơn, trong đó hiển thị hình ảnh xem trước trực tiếp cho từng cửa sổ.
- CD Slide Show Generator tạo một bản trình chiếu từ những bức hình trong đĩa CD.
- ClearType Tuner cho phép tùy chỉnh các cài đặt ClearType để văn bản trên màn hình dễ đọc hơn.
- Color Control Panel Applet cho phép quản lý các hồ sơ màu, thay đổi liên kết hồ sơ màu cho các thiết bị, xem thuộc tính chi tiết của các hồ sơ màu (bao gồm cả bản vẽ 3D của gam không gian màu).
- HTML Slide Show Wizard tạo bản trình chiếu dựa trên HTML.
- Image Resizer cho phép nhấp chuột phải lên nhiều tệp ảnh trong Windows Explorer để đổi cỡ ảnh hàng loạt.
- Open Command Window Here cho phép bắt đầu cửa sổ dấu nhắc lệnh từ bất cứ thư mục nào trong Windows Explorer bằng cách nhấp phải chuộtg.
- PowerToys Power CalculatorPower Calculator là một ứng dụng tính toán đồ họa nâng cao hơn so với ứng dụng Windows Calculator có sẵn; nó có thể tính các biểu thức phức tạp hơn, vẽ đồ thị của hàm số trên hệ tọa độ Descartes hay hệ tọa độ cực, hoặc chuyển đổi các đơn vị đo. Power Calculator có thể lưu và tái sử dụng các hàm định nghĩa trước với số lượng đối số bất kỳ. Ví dụ, một hàm có thể được định nghĩa là cube(x) = x * x * x, và sau đó có thể được sử dụng trong biểu thức như 5 + cube(4).[11] Phần mềm yêu cầu người dùng phải nhập toàn bộ biểu thức trước khi tiến hành tính toán. Ở chế độ Numeric, một bàn phím số được hiện trên màn hình; trong khi ở các chế độ khác, người dùng phải nhập biểu thức bằng bàn phím vật lý. Lịch sử tính toán được sẽ được lưu lại và hiển thị. Chế độ xem nâng cao cho phép người dùng khai báo và vẽ đồ thị các hàm số, cùng với danh sách tất cả các hàm đã lưu. Một cửa sổ flyout cho phép tùy chọn hệ tọa độ Descartes hoặc tọa độ cực. Ứng dụng cũng có thể lưu danh sách các biến để sử dụng trong biểu thức. Các đại lượng sau được hỗ trợ tính năng chuyển đổi đơn vị: độ dài, khối lượng, thời gian, vận tốc và nhiệt độ. PowerToy Calc hỗ trợ nhập biểu thức bằng ký pháp nghịch đảo Ba Lan (RPN). Ứng dụng có thể tính toán tới 500 bậc chính xác sau dấu thập phân và hỗ trợ số phức.[12]

PowerToys Power Calculator

- RAW Image Thumbnailer and Viewer cung cấp khả năng hiển thị hình thu nhỏ, hình xem trước, chức năng in, và siêu dữ liệu cho các tập tin hình ảnh RAW ngay trong Windows Explorer.
- SyncToy cho phép đồng bộ các tập tin và thư mục.
- Taskbar Magnifier phóng to một phần màn hình từ thanh tác vụ.
- Tweak UI tùy chỉnh giao diện người dùng của Windows XP cùng với các cài đặt nâng cao.
- Virtual Desktop Manager cho phép chuyển đổi giữa 4 bàn làm việc ảo từ thanh tác vụ.
- Webcam Timershot chụp ảnh từ webcam theo khoảng thời gian định sẵn.

### Thành phần đã ngừng phát triển
Các PowerToys cho Windows XP sau đây đã ngừng cung cấp:
- Background Switcher bổ sung tab trình chiếu vào Display properties và cho phép tự động thay đổi hình nền máy tính theo khoảng thời gian nhất định. Mặc dù Background Switcher đã bị khai tử, một sản phẩm thay thế có tên gọi Wallpaper Changer đã được Microsoft phát hành.[13]
- Internet Explorer Find Bar bổ sung một thanh công cụ vào Internet Explorer cho phép người dùng tìm kiếm từ khóa trong trang web. Tính năng này đã được hỗ trợ sẵn trong Internet Explorer 8.[14]
- ISO Image Burner ghi các tệp ảnh ISO tới một đầu ghi đĩa quang. Tính năng này đã được tích hợp vào Windows 7.[15] Ngoài ra, Windows Server 2003 Resource Kit cũng đi kèm hai công cụ tương tự (CDBurn.exe và DVDBurn.exe).[16] Mặc dù Microsoft đã khai tử Power Toy này, nó hiện vẫn có sẵn dưới dạng phần mềm ISO Recorder Power Toy chưa được công ty cấp phép.
- Shell Audio Player là một trình phát nhỏ gọn dựa trên Windows Media Player cho phép phát nhạc từ thanh tác vụ.
- Super-Fast User Switcher cho phép chuyển đổi người dùng nhanh hoặc đăng nhập vào một tài khoản khác bằng tổ hợp phím Windows+Q mà không cần chuyển sang màn hình đăng nhập.
- Virtual CD-ROM Control Panel cho phép gắn một tập tin ảnh ISO như một ổ đĩa ảo.[17] Nó được thiết kế dành cho Windows XP, nhưng cũng có thể hoạt động trên Windows Server 2003.[18] Đây là giải pháp thay thế miễn phí cho các phần mềm như Alcohol 120%.[19]

## PowerToys cho Windows 10 và Windows 11
Vào ngày 8 tháng 5 năm 2019, bốn năm sau khi phát hành Windows 10, Microsoft đã tái ra mắt PowerToys và công khai mã nguồn bộ phần mềm này trên GitHub. Bản xem trước đầu tiên được phát hành vào tháng 9 năm 2019, trong đó bao gồm FancyZones và tính năng hướng dẫn phím tắt Windows.

### Thành phần đi kèm
PowerToys cho Windows 10 đi kèm với các tiện ích sau:
- Always On Top bổ sung khả năng ghim nhanh chóng các cửa sổ chồng lên mọi cửa sổ khác bằng phím tắt trên bàn phím.[23]
- PowerToys Awake bổ sung khả năng giữ máy tính luôn bật mà không cần thay đổi cài đặt nguồn điện hệ thống.[24]
- Color Picker bổ sung công cụ xác định màu (dưới dạng HEX, RGB, CMYK, HSL và HSV, v.v.).[25]
- FancyZones bổ sung một trình quản lý cửa sổ giúp người dùng tạo và sử dụng các bố cục cửa sổ phức tạp.[26]
- File Explorer (Preview Panes) bổ sung phần xem trước tập tin SVG, Markdown và PDF trong File Explorer.[27]
- File Locksmith bổ sung khả năng kiểm tra các tập tin đang được sử dụng và sử dụng bởi những tiến trình nào.[28]
- Host File Editor bổ sung khả năng chỉnh sửa tập tin 'Hosts' một cách thuận tiện.[28]
- Image Resizer bổ sung một menu ngữ cảnh trong File Explorer có chức năng đổi cỡ ảnh.[29]
- Keyboard Manager bổ sung các tùy chọn ánh xạ lại các phím và phím tắt.[30]
- Mouse utilities bổ sung các công cụ nâng cao chức năng chuột và con trỏ trên Windows. Hiện tại, nhóm tiện ích này bao gồm Find My Mouse (làm nổi bật vị trí con trỏ trên màn hình), Mouse Highlighter (hiện các lượt nhấp chuột trên màn hình), và Mouse pointer Crosshairs (hiển thị vạch crosshair với tâm là vị trí của con trỏ chuột)[31]
- Mouse Without Borders bổ sung công cụ cho phép người dùng di chuyển con trỏ trên khắp các thiết bị khác nhau.[32]
- Paste as Plain Text bổ sung phím tắt bàn phím có thể tùy chỉnh với chức năng dán dưới dạng văn bản thuần.[33]
- PowerRename bổ sung tùy chọn đổi tên tập tin bằng cách tìm kiếm và thay thế hoặc sử dụng biểu thức chính quy trong File Explorer.[34]
- PowerToys Run bổ sung một công cụ giống như Spotlight cho phép người dùng tìm kiếm thư mục, tập tin, ứng dụng và các mục khác.[28]
- Quick Accent bổ sung khả năng nhập các ký tự có dấu bằng một cách thay thế khác.[28]
- Registry Preview bổ sung công cụ xem trước, so sánh và chỉnh sửa nội dung tập tin registry trước khi ghi vào dữ liệu Windows Registry.[35]
- Screen Ruler bổ sung tính năng đo khoảng cách điểm ảnh trên màn hình với khả năng phát hiện cạnh hình ảnh.[28]
- Shortcut Guide cho phép người dùng xem danh sách các phím tắt có sẵn với phím Windows trong cửa sổ hiện tại.[26]
- Text Extractor cho phép người dùng sao chép văn bản từ bất cứ đâu trên màn hình.[28]
- Video Conference Mute bổ sung các công cụ bật/tắt máy ảnh và micro.[36]

## Tính tương thích với Windows Vista, 7, và 8
PowerToys không có bất cứ bản phát hành nào hỗ trợ Windows Vista. Các lệnh gọi tương đương tới Windows API vẫn có thể được thực hiện, cho phép các ứng dụng bên thứ ba đem tới các chức năng tương tự hoặc chỉ một phần các chức năng trên. Windows 7, Windows 8 và Windows 8.1 cũng đều không nhận được hỗ trợ chính thức. Nếu không tính thời gian dành ra để phát triển Windows Vista, PowerToys đã không được cập nhật trong suốt hơn 12 năm, trước khi được tái phát hành dưới dạng phần mềm nguồn mở dành cho Windows 10.

## PowerToys cho các sản phẩm Microsoft khác
Microsoft cũng phát hành PowerToys cho Windows XP Tablet PC Edition và Windows XP Media Center Edition.
Một bộ PowerToys dành cho Windows Media Player đã được phát hành như một phần trong bộ Windows Media Player Bonus Pack (dành cho Windows XP), bao gồm 5 công cụ nhằm "cung cấp nhiều tính năng nâng cao cho Windows Media Player."
Microsoft cũng đã phát hành PowerToys cho Windows Mobile, Visual Studio và OneNote.